# Национальный всеукраинский музыкальный союз

Национальный всеукраинский музыкальный союз (НВМС) — одно из старейших и крупнейших профессиональных творческих объединений художников[кого?] Украины. Членами союза являются около двух тысяч профессиональных деятелей музыкального искусства.

## История

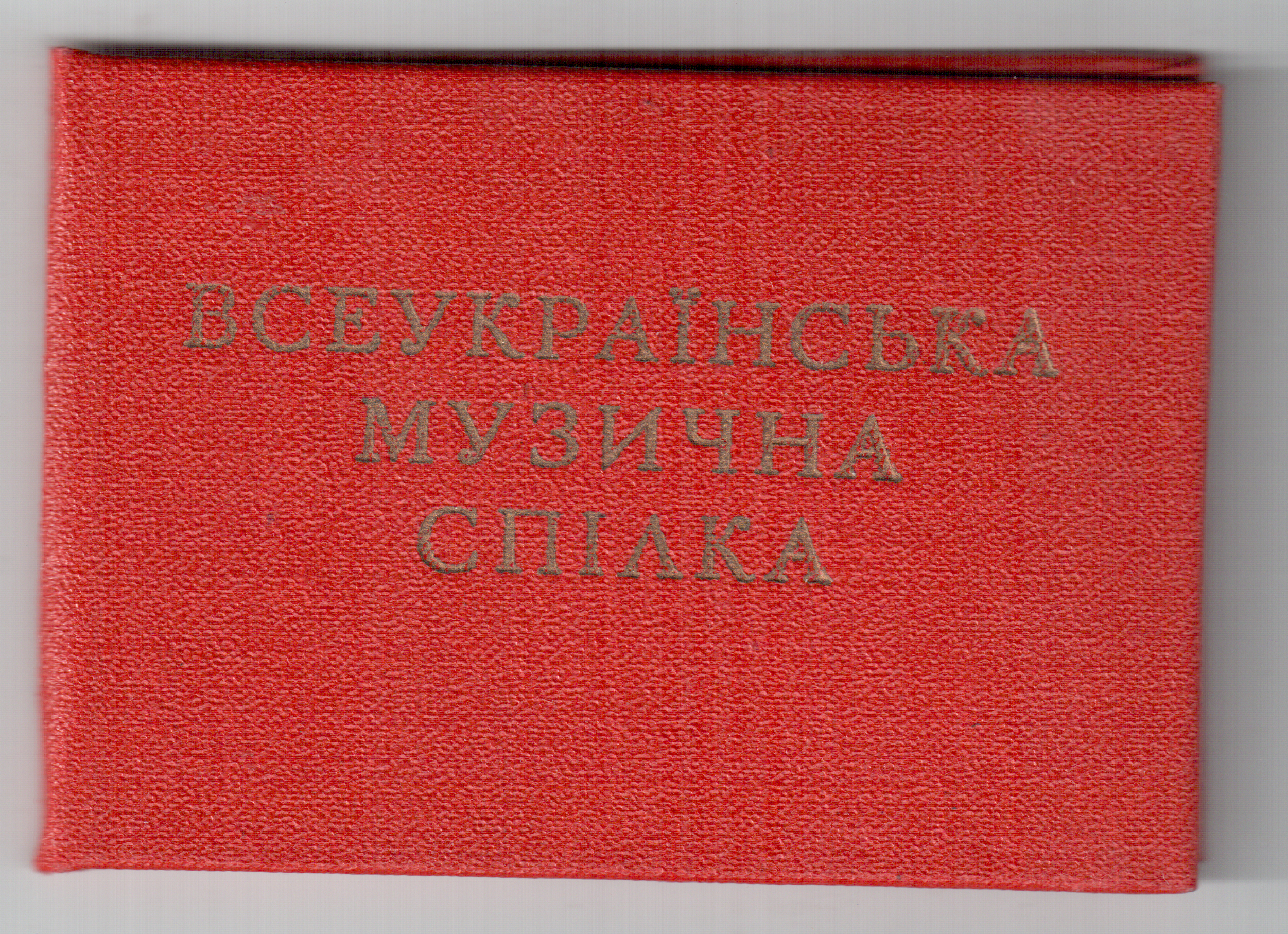
Членский билет (1995)

Первоосновой Национального всеукраинского музыкального союза было созданное в 1921 году по инициативе деятелей украинской культуры Кирилла Стеценко, Филиппа Козицкого, Михаила Вериковского, Льва Ревуцкого , Бориса Лятошинского, Григория Веревки, Порфирия Демуцкого, Нестора Городовенко и других.
В 1928 году Музыкальное общество имени Николая Леонтовича было ликвидировано.
В послевоенные годы деятельность Музыкального общества (сначала хорового, позже — музыкально-хорового, музыкального) была возобновлена.
В ноябре 1990 года на V съезде Музыкального общества имени Николая Леонтовича было принято на его базе создать профессиональную творческую организацию Всеукраинский музыкальный союз. Ее председателем был избран Анатолий Авдиевский.
8 октября 1998 года постановлением Кабинета Министров Украины Союзу предоставлен статус национального.

## Секретариат
По состоянию на июнь 2017 года в секретариат входили:
- Савчук Евгений Герасимович  – председатель НВМС, председатель Ассоциации «Хоровое общество имени Николая Леонтовича», председатель Киевского областного отделения Союза, генеральный директор-художественный руководитель Национальной заслуженной академической капеллы Украины «Мысль» , Герой Украины , народный артист Украины , лауреат Национальной премии Шевченко, академик , профессор .
- Заика Петр Васильевич  - первый заместитель председателя Союза, заслуженный деятель искусств Украины , кандидат педагогических наук.
- Андрейчук Петр Александрович  - заслуженный работник культуры Украины , старший научный сотрудник Украинского центра культурных исследований , профессор , художественный руководитель Залуженного народного ансамбля песни и танца Украины «Дарничанка».
- Гуцал Виктор Емельянович  – председатель Ассоциации деятелей народно-инструментальной музыки Союза, генеральный директор-художественный руководитель Национального оркестра народных инструментов Украины, народный артист Украины , профессор.
- Кузнецова Ольга Алексеевна  - председатель Ассоциации пианистов-педагогов Союза, кандидат педагогических наук , профессор .
- Рожок Владимир Иванович  - ректор Национальной музыкальной академии Украины имени П. И. Чайковского , народный артист Украины , доктор искусствоведения , профессор .
- Рунчак Владимир Петрович  – композитор , дирижер , лауреат международных конкурсов руководитель Международного художественного проекта «Новая музыка в Украине».
- Семешко Анатолий Андреевич  - заслуженный деятель искусств Украины , профессор , заведующий кафедрой народных инструментов Института искусств УГУ имени М. П. Драгоманова .
- Чеченя Константин Анатольевич  - председатель Ассоциации гитаристов, председатель Киевской городской организации Союза, председатель совета секции гитаристов методического объединения преподавателей начальных художественных учебных заведений Главного управления культуры и искусств КГГА, заслуженный деятель искусств Украины , кандидат искусствоведения .

Почетные Секретари:
- Дриневский Михаил Павлович  – председатель Белорусского союза музыкальных деятелей, художественный руководитель и главный дирижер Национального заслуженного академического народного хора Республики Беларусь им. Цитовича, народный артист Беларуси .
- Моисеев Виктор Афанасьевич  - вице-президент Международного союза музыкальных деятелей, заслуженный работник культуры Российской Федерации, профессор .

## Известные члены
- Кавунник Елена Анатольевна  - украинский музыковед.
- Люлич Валентина Анатольевна - автор и исполнительница собственных песен, глава Ассоциации деятелей авторской песни и певучей поэзии РОВ НВМС.